# Річкові канонерські човни типу «Умаїта»
«Умаїта» — тип річкових канонерських човнів, спроектованих парагвайським корабелом Хосе Боззано та побудованих у Генуї, Італія, для військково-морських сил Парагваю з 1928 до 1931.
Кораблі типу «Умаїта» були спроєктовані як засіб забезпечити Парагваю панування на річці Парагвай у контексті очікуваного конфлікту з Болівією щодо регіону Гран-Чако. Початкове креслення було частиною дипломної роботи Боззано у Массачусетському технологічному інституті. Канонерські човни мали вищий надводний борт у порівняні з іншими проектами річкових кораблів того часу. Бак також був довший, ніж у більшості річкових кораблів. Спарені 120 міліметрові гармати та три 76 міліметрові гармати робили артилерійське озброєння кораблів потужнішим ніж у деяких есмінців того часу. Британський офіцер вважав ці парагвайські кораблі найпотужнішими річковими кораблями у світі. Міцність конструкції та закладений великий радіус дії передбачався з огляду на потребу у військових транспортах під час очікуваного конфлікту. Боззано просили забезпечити, щоб конструкція кораблів дозволяла кожному з них перевести полк чисельністю у 1400 бійців.

### Озброєння
Головним калібром кораблів були дві спарені 120 міліметрові гармати. Допоміжне озброєння складали три 76 міліметрові зенітні гармати також виробництва Ансальдо, по одній з кожного боку і одна на баку. Крім того, зенітне озброєння включало два 40 міліметрові зенітні автоматичні гармати Віккерса. На канонерських човнах встановлювали також кран для установки мін, яких кожен з кораблів ніс шість.

### Броня
Двигуни, основні гармати та міст були захищені легкою бронею. Броньований пояс мав 13 міліметрів товщини, башти та палубна броня мали товщину 8 міліметрів, а місток захишала броня у 19 міліметрів.

### Рушій
Силова установка складалася з двох котлів, з'єднаних з два Парсонса турбін з зубчастими передачами. Турбіни виробили 3 800   к.с. при швидкості 18 узлів (33 км/год).

## Кораблі типу
Було побудовано два кораблі цього типу, «Умаїта» (Humaitá) (C2) та «Парагвай» Paraguay (C1)

## Історія служби

### Чакська війна
Першою воєнною місією  «Умаїта» стала доставка підрозділу резервістів до Пуєрто Касадо, приблизно за 200 кілометрів до лінії фронту у червні 1932, менш ніж за місяць після початку Чакської війни з Болівією. Крім виконання завдань з швидкого перевезення військ, канонерські човни забезпечували протиповітряний захист судноплавству на річці Парагвай. Перший бій з літаками військово-повітряних сил Болівії відбувся поблизу Пуєрто Леда 22 грудня 1932 року, коли два літаки Vickers Vespa скинули бомбу і обстріляли  «Умаїта», але були відігнані вогнем корабля. Парагвайські джерела заявляють про пошкодження одного літака. За кілька хвилин перед цим літаки цього типу атакували та пошкодили парагвайську канонерку Tacuary поблизу Баїя-Негра.  «Умаїту» вразило кілька куль з кулемета одного з літаків, але обстріл не завдав жодної шкоди через броньований захист.
Згідно з архівами ВМС Парагваю,  «Умаїта» доставила 62,546 бійців вгору річкою за 84 походи. «Парагвай» доставив 51,867 солдатів до лінії фронту за 81 похід. Болівійська армія відкинула будь-які сподівання створити річкові сили на Парагваї, після того, як отримала інформацію про вогневу міць канонерських човнів, хоча до того вони доставили 50 тонний озброєний катер Tahuamanu, який короткий час діяв на річціі.

### Громадянська війна
Під громадянської війни у Парагваї 1947, екіпажі  «Умаїта» та «Парагвай», які на той час знаходилися на капітальному ремонті у Буєнос-Айресі, ззахопили кораблі та заарештували офіцерів, лояльних президентум Іхініо Морінїго. Кораблі вирушили до Кармело, в Угугваї. Повсталим довелося озброїти їх для протиповітряної оборони лише кулеметами, бо старі зенітні гармати з канонерських човнів зняли, аби встановити у Аргентині нові. Повсталі піднялися річкою Парана, і поблизу Пасо де ла Патрія, ще на аргентинській території, урядові сили здійснили серію авіанальотів на кораблі, під час одного з яких «Умаїта» була знерухомлена і залишилась поблизу аргентинського міста Ітусайанго (Ituzaingó). Підрозділ повсталих моряків з «Парагвай» висадилися на островах Corateí та Сан Пабло, але вони були ізольовані, і врешті решт захоплені 25 червня 1947 року вірними уряду військами, які прибули на транспортах Tirador та Capitán Cabral.  «Умаїта» була відремонтована до 13 серпня, коли він разом з однотипним кораблем спробували увійти у річку Парагвай. Кораблі обстріляла лояльна урядові берегова батарея і вони були змушені відступити до Іти Ібате (Itá Ibaté) в Аргентині. Там канонерські човни були інтерновані аргентинською владою, і через деякий час повернуті уряду Парагваю, коли повстання проти нього було придушене. У1955 «Парагвай» вивіз у вигнання після Аргентинської «Революції визволення» поваленого презилента Хана Домінго Перона.
Останнім бойовим зіткненням, у якому взяли участь канонерські човни сталося у ніч та на ранок 3 лютого 1989, коли відбулося повалення влади президента Альфредо Стресснера, коли  «Умаїта» разом з патрульними катерами Capitán Cabral та Itaipú, приєдналася до повстанців та обстріляла урядові будівлі та військові об'єкти, які утримували лояльні Стресснеру сили. Цей обстріл став вирішальним для успіху перевороту.
Кораблі були модернізовані в 1975 році. «Умаїта» стала кораблем-музеєм в 1992 році. Стоїть на якорі в бухті Асунсьона а «Парагвай» все ще використовувався як плавучий склад.